# A&E Television Networks
A&E Television Networks – amerykańskie przedsiębiorstwo mediowe, założone w 1984 roku. Jego siedziba znajduje się w Nowym Jorku w Stanach Zjednoczonych. Firma zatrudnia według danych z 2009 roku 650 pracowników.
Właścicielami przedsiębiorstwa są w 42,5% Hearst Corporation, w 42,5% The Walt Disney Company, a w 15% NBC Universal.
Firma ta działa także od maja 2008 roku w Polsce, gdzie udostępnia ona stacje telewizyjne History, Crime & Investigation Network, H2 i Lifetime.

## Kanały telewizyjne
A&E Television Networks jest właścicielem 17 kanałów telewizyjnych, w tym 7 z nich są w jakości HD. Są to:
- A&E Network
- The Biography Channel
- Crime & Investigation Network (dostępny w Polsce)
- History (dostępny w Polsce)
- History en Español
- History2 (dostępny w Polsce)
- Lifetime
- Lifetime Movie Network
- Lifetime Real Women
- Military History Channel.